# Maria Minakowska
Maria Jadwiga Minakowska (ur. 13 czerwca 1972 w Olsztynie) – polska filozofka, genealożka, doktor nauk humanistycznych i wydawczyni, a także blogerka. Twórczyni Wielkiej genealogii Minakowskiej. Współzałożycielka i pierwszy marszałek Stowarzyszenia Potomków Sejmu Wielkiego.

## Życiorys
Jest absolwentką Uniwersytetu Jagiellońskiego, na którym na podstawie dysertacji pt. Logika formalna przed Arystotelesem 19 listopada 1998 otrzymała stopień doktora nauk humanistycznych w zakresie filozofii (specjalność: filozofia). Promotorką jej pracy doktorskiej była prof. Ewa Żarnecka-Biały.
W 2005 wydała elektroniczną wersję Herbarza polskiego Adama Bonieckiego (1842–1909) z własnymi hipertekstowymi indeksami. Opublikowana w tym samym roku w Internecie praca Minakowskiej pt. Ci wielcy Polacy to nasza rodzina (w latach 2009–2024 pod nazwą Wielka Genealogia Minakowskiego), zawierajaca informacje o ponad milionie (stan na lipiec 2022) powiązanych ze sobą rodzinnie osób (od X wieku) i jest aktualizowana i rozbudowywana. Minakowska jest twórczynią serwisu Genealogia Potomków Sejmu Wielkiego, poświęconego potomkom posłów i senatorów uczestniczących w obradach Sejmu Wielkiego, zawierającego dane ponad 133 tysięcy osób (stan na lipiec 2022).
W kwietniu 2006 razem z żoną Anną Lebet-Minakowską i Januszem Janotą-Bzowskim została współzałożycielką Stowarzyszenia Potomków Sejmu Wielkiego i objęła funkcję marszałka, którą pełniła przez kilka lat, do czasu wyboru Andrzeja Krzyżanowskiego.
W 2022 roku założyła internetowy serwis Nekrologia.Wielcy.pl, gdzie publikuje skany oraz informacje o nekrologach.
W październiku 2016 została odznaczona przez ministra kultury i dziedzictwa narodowego Piotra Glińskiego odznaką honorową „Zasłużony dla Kultury Polskiej”.

## Życie prywatne

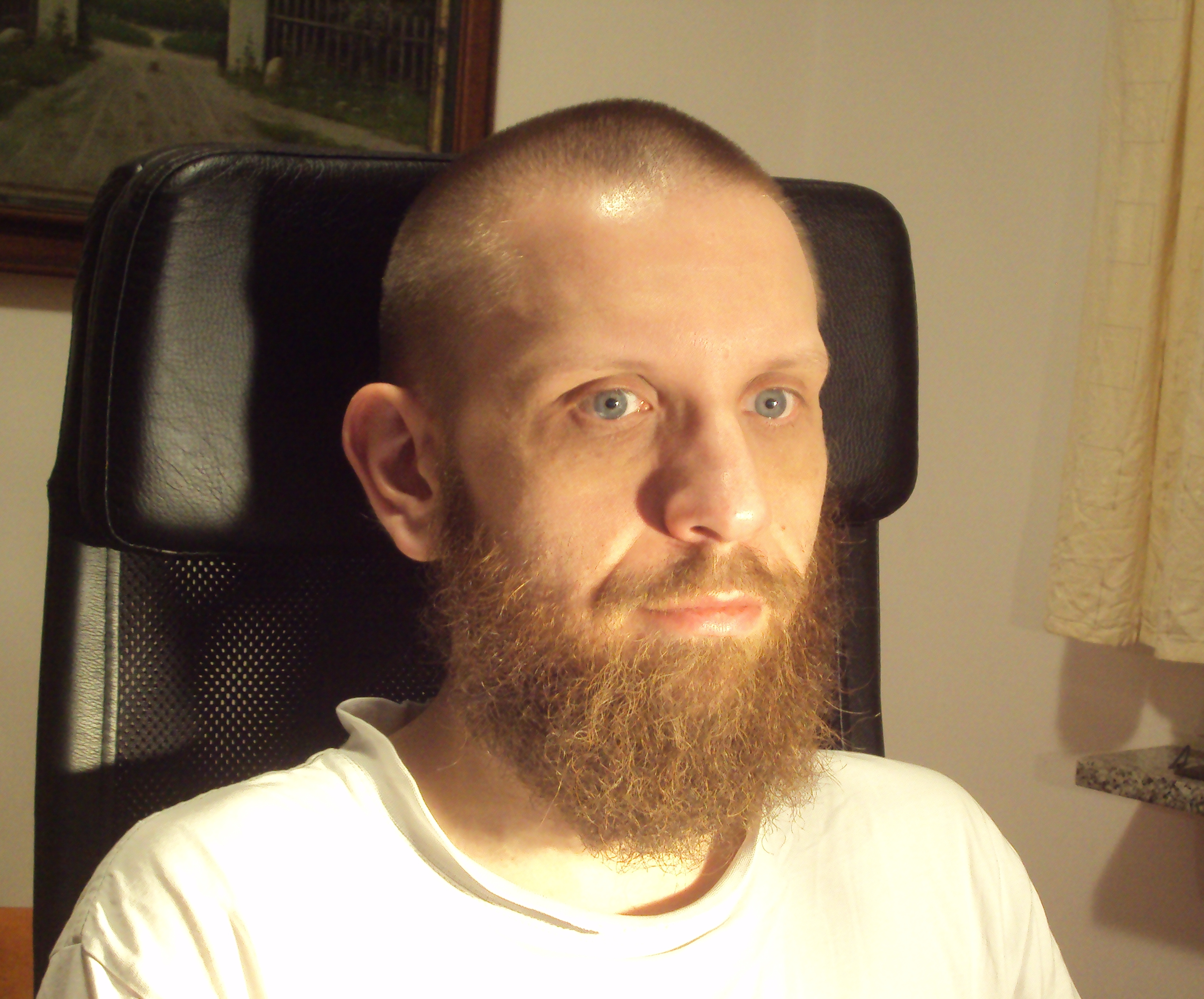
Maria Jadwiga Minakowska w 2010

Urodziła się jako Marek Jerzy Minakowski w rodzinie Jerzego Minakowskiego (1942–2018) i Wiesławy z Kraszewskich (1948–2012). Jest wnuczką prof. Wacława Minakowskiego (1913–1994). 28 maja 1994 w Krakowie zawarła związek małżeński z archeolog i muzealnik Anną Lebet, z którą ma córkę Sarę.
W 2024 roku dokonała coming outu jako transkobieta i rozpoczęła proces tranzycji płciowej. We wpisie na stronie prywatnej w październiku 2024 i wywiadzie udzielonym w listopadzie 2024 podkreśliła, że obecnie nazywa się Maria Jadwiga Minakowska i jest w trakcie tranzycji.

## Publikacje
- Adam Boniecki, Herbarz polski, Kraków 2005 (CD-ROM)[1] ISBN 83-918058-1-6.
- Ci wielcy Polacy to nasza rodzina, Kraków 2005 (CD-ROM), ISBN 83-918058-2-4.
- Elita Rzeczypospolitej. Elita północnomazowiecka tom I, 2011[22][23]
- Elita Rzeczypospolitej. Elita wileńska tom II, 2011[22][24]
- Elita Rzeczypospolitej. Elita kresowa i smoleńska tom III, 2011[22][25]
- Elita Rzeczypospolitej. Elita krakowska senatorska tom IV, 2012[22][26]
- Elita poznańska senatorska z posłami ziemi wschowskiej: województwo poznańskie: rodziny senatorów oraz rodziny posłów ziemi wschowskiej, Kraków 2012[22]
- Elita ruska: województwo ruskie z ziemią chełmską i województwem bełskim, Kraków 2013[22]
- Elita łęczycka i rawska: województwa łęczyckie i rawskie, Kraków 2015[22]